# Hilda Heineová
Hilda Cathy Heineová (nepřechýleně Heine; * 6. dubna 1951 Majuro) je marshallská politička, pedagožka a bývalá prezidentka Marshallových ostrovů.

## Životopis
V roce 1970 vystudovala na University of Oregon a v roce 1975 dokončila magisterské studium na Havajské Univerzitě. Po studiu pracovala do roku 1982 jako učitelka a poradkyně na střední škole Marshallových ostrovů. V roce 2000 založila organizaci zaměřující se na ženská práva Women United Together Marshall Islands. O čtyři roky později získala doktorát na Univerzitě Jižní Kalifornie.
Od roku 2005 je v organizaci „Pacifické zdroje pro vzdělávání a učení (PREL)“, která se zabývá vzděláváním a učením a kde se stala ředitelkou v komplexním asistenčním středisku v Pacifiku. Od roku 2009 je také ve sdružení pro vzdělávání o změně klimatu na tichomořských ostrovech. Současně během těchto let patřila do poradní rady tichomořských žen, Národní komise pro vzdělávání a Komise pro lidské zdroje v rámci pracovní skupiny pro zdraví.
O něco později se začala věnovat politice, kdy v parlamentních volbách získala jako nezávislá křeslo za atol Aur. Během svého prvního funkčního období v parlamentu se stala součástí prezidentského kabinetu a nakonec se stala i ministryní školství. Po hlasování o nedůvěře prezidentu Castena Nemry, který byl ve funkci prezidenta Marshallových ostrovů jen 17 dnů, jako jediná kandidátka obdržela 24 hlasů, z nichž šest se zdrželo hlasování a tři chyběli při hlasování. Do funkce prezidentky nastoupila 28. ledna 2016 a stala se tak první prezidentkou ze států Mikronésie a čtvrtou v zemích Tichého oceánu.
Časopis Time ji uvedl v článku „Seznamte se s 15 ženami, které bojují proti změně klimatu“ v roce 2019 jako jednu z 15 žen, které vedou boj proti současné změně klimatu. V roce 2020 se pokusila obhájit své druhé funkční období, ale při prvním zasedání parlamentu prohrála s Davidem Kabuou.
V roce 2023 působila jako poradkyně na konferenci OSN o změně klimatu, ale rezignovala hned po prvním dni poté, co se objevily zprávy, že předseda konference Sultán Ál-Džábir využije konferenci k uzavírání obchodů s ropou a plynem.
Po volbách v roce 2023 byla Heineová dne 2. ledna 2024 znovu zvolena prezidentkou republiky Marshallových ostrovů. Následující den složila přísahu.